# The Sneak Attack
The Sneak Attack – czwarty solowy album KRS-ONE.

## Lista utworów
| #  | Tytuł               | Producent                    | Wykonawca                      |
| -- | ------------------- | ---------------------------- | ------------------------------ |
| 1  | "Intro"             | KRS-One                      | Harold English                 |
| 2  | "Ghetto Lifestyles" | Kenny Parker                 | KRS-One                        |
| 3  | "Attendance"        | KRS-One                      | KRS-One                        |
| 4  | "Hot"               | Grand Daddy I.U., Jazzy Jeff | KRS-One                        |
| 5  | "Why"               | KRS-One                      | KRS-One, Nyce                  |
| 6  | "Doth Thou Know"    | KRS-One                      | *Interlude*                    |
| 7  | "The Lessin"        | Kenny Parker                 | April S. Williams, KRS-One     |
| 8  | "The Mind"          | KRS-One                      | KRS-One                        |
| 9  | "HipHop Knowledge"  | Domingo                      | KRS-One                        |
| 10 | "What Kinda World"  | Domingo                      | KRS-One                        |
| 11 | "I Will Make It"    | Kenny Parker                 | Hezekiah Walker Choir, KRS-One |
| 12 | "B-Side (Intro)"    | KRS-One                      | *Interlude*                    |
| 13 | "Get Your Self Up"  | KRS-One                      | KRS-One                        |
| 14 | "Krush Them"        | Domingo                      | KRS-One                        |
| 15 | "Hush"              | BJ Wheeler                   | KRS-One, Nyce                  |
| 16 | "The Sneak Attack"  | Kenny Parker                 | April S. Williams, KRS-One     |
| 17 | "Shutupayouface"    | Fredwreck                    | KRS-One                        |
| 18 | "False Pride"       | KRS-One                      | KRS-One                        |
| 19 | "The Raptizm"       | Mad Lion                     | Hezekiah Walker Choir, KRS-One |

## Single
- "The Mind"
- "The Mc"
- "Get Yourself Up"